# Coppa del Mondo di nuoto 2002-2003
La XV edizione della Coppa del Mondo di nuoto (FINA Swimming World Cup 2002-2003) si disputò complessivamente tra il 15 novembre 2002 e il 26 gennaio 2003.
Rispetto all'edizione precedente, le tappe in programma scesero da nove a sette. Le località scelte per ospitarle furono le stesse dell'edizione 2001-2002, eccezion fatta per la tappa canadese di Edmonton e quella italiana di Imperia, che non furono né confermate né rimpiazzate.
Il tedesco Thomas Rupprath trionfò in campo maschile, la britannica Alison Sheppard in quello femminile.

## Calendario
| Anno | Cluster       | # | Date             | Sede                          | Impianto                            |
| ---- | ------------- | - | ---------------- | ----------------------------- | ----------------------------------- |
| 2002 | America       | 1 | 15 - 17 novembre | Rio de Janeiro, Brasile       |                                     |
| 2002 | America       | 2 | 22 - 23 novembre | East Meadow (NY), Stati Uniti | Nassau County Aquatic Center        |
| 2002 | Asia/ Oceania | 3 | 1 - 2 dicembre   | Shanghai, Cina                |                                     |
| 2002 | Asia/ Oceania | 4 | 6 - 8 dicembre   | Melbourne, Australia          | Melbourne Sports and Aquatic Centre |
|      |               |   |                  |                               |                                     |
| 2003 | Europa        | 5 | 17 - 18 gennaio  | Parigi, Francia               | Piscina Georges-Vallerey            |
| 2003 | Europa        | 6 | 21 - 22 gennaio  | Stoccolma, Svezia             | Eriksdalsbadet                      |
| 2003 | Europa        | 7 | 25 - 26 gennaio  | Berlino, Germania             | Europa-Sportpark                    |

## Classifiche finali

### Maschile
| Pos. | Atleta          | Nazionale |
| ---- | --------------- | --------- |
| Oro  | Thomas Rupprath | Germania  |

### Femminile
| Pos. | Atleta          | Nazionale     |
| ---- | --------------- | ------------- |
| Oro  | Alison Sheppard | Gran Bretagna |

## Vincitori

### Rio de Janeiro
| Gara         | Atleti                             | Perf.         | Gara  | Atleti                                | Perf.           | Gara   | Atleti                            | Perf.           |
| ------------ | ---------------------------------- | ------------- | ----- | ------------------------------------- | --------------- | ------ | --------------------------------- | --------------- |
| Stile libero |                                    |               |       |                                       |                 |        |                                   |                 |
| 50 m         | José Meolans Chantal Groot         | 21"53 25"51   | 200 m | P. van den Hoogenband Pang Jiaying    | 1'44"70 1'59"05 | 800 m  | Jana Kločkova                     | 8'33"73         |
| 100 m        | José Meolans Chantal Groot         | 47"84 55"37   | 400 m | P. van den Hoogenband Rachel Komisarz | 3'43"75 4'07"66 | 1500 m | Bruno Bonfim                      | 15'13"50        |
| Dorso        |                                    |               |       |                                       |                 |        |                                   |                 |
| 50 m         | Toni Helbig Haley Cope             | 24"91 27"21   | 100 m | Steffen Driesen Haley Cope            | 53"96 59"93     | 200 m  | Rogério Romero Charlène Wittstock | 1'56"52 2'08"98 |
| Rana         |                                    |               |       |                                       |                 |        |                                   |                 |
| 50 m         | Eduardo Fischer Brooke Hanson      | 27"72 31"24   | 100 m | Hugues Duboscq Amanda Beard           | 1'00"28 1'07"10 | 200 m  | Hugues Duboscq Amanda Beard       | 2'10"41 2'23"16 |
| Farfalla     |                                    |               |       |                                       |                 |        |                                   |                 |
| 50 m         | Fernando Scherer Zhou Yafei        | 23"85 26"92   | 100 m | Jun Hao Zhou Yafei                    | 52"57 59"55     | 200 m  | Wu Peng Jana Kločkova             | 1'56"65 2'09"04 |
| Misti        |                                    |               |       |                                       |                 |        |                                   |                 |
| 100 m        | Bartosz Kizierowski Gabrielle Rose | 55"56 1'01"24 | 200 m | Tamás Kerékjártó Jana Kločkova        | 1'57"52 2'11"23 | 400 m  | Wu Peng Jana Kločkova             | 4'12"72 4'36"94 |

### New York
Fonte
| Gara         | Atleti                                | Perf.       | Gara  | Atleti                                  | Perf.           | Gara   | Atleti                          | Perf.           |
| ------------ | ------------------------------------- | ----------- | ----- | --------------------------------------- | --------------- | ------ | ------------------------------- | --------------- |
| Stile libero |                                       |             |       |                                         |                 |        |                                 |                 |
| 50 m         | Jason Lezak Alison Sheppard           | 21"66 24"49 | 200 m | P. van den Hoogenband Martina Moravcová | 1'43"54 1'57"11 | 800 m  | Flavia Rigamonti                | 8'17"28         |
| 100 m        | Jason Lezak Jenny Thompson            | 47"32 53"59 | 400 m | P. van den Hoogenband Lindsay Benko     | 3'43"44 4'06"83 | 1500 m | Graeme Smith                    | 14'56"60        |
| Dorso        |                                       |             |       |                                         |                 |        |                                 |                 |
| 50 m         | Neil Walker Natalie Coughlin          | 24"30 27"08 | 100 m | Neil Walker Natalie Coughlin            | 52"79 56"71     | 200 m  | Michael Phelps Natalie Coughlin | 1'54"30 2'05"76 |
| Rana         |                                       |             |       |                                         |                 |        |                                 |                 |
| 50 m         | Oleh Lisohor Emma Igelström           | 27"19 30"70 | 100 m | Oleh Lisohor Emma Igelström             | 59"30 1'06"00   | 200 m  | David Denniston Amanda Beard    | 2'11"84 2'21"42 |
| Farfalla     |                                       |             |       |                                         |                 |        |                                 |                 |
| 50 m         | Thomas Rupprath Anna-Karin Kammerling | 23"38 25"74 | 100 m | Thomas Rupprath Natalie Coughlin        | 51"17 56"34     | 200 m  | James Hickman Georgina Lee      | 1'53"18 2'09"70 |
| Misti        |                                       |             |       |                                         |                 |        |                                 |                 |
| 100 m        | Oleh Lisohor Natalie Coughlin         | 54"68 58"80 | 200 m | Michael Phelps Alenka Kejžar            | 1'57"12 2'10"83 | 400 m  | Tamás Kerékjártó Alenka Kejžar  | 4'10"03 4'37"18 |

### Shanghai
Fonte
| Gara         | Atleti                                 | Perf.         | Gara  | Atleti                          | Perf.           | Gara   | Atleti                    | Perf.           |
| ------------ | -------------------------------------- | ------------- | ----- | ------------------------------- | --------------- | ------ | ------------------------- | --------------- |
| Stile libero |                                        |               |       |                                 |                 |        |                           |                 |
| 50 m         | Jason Lezak Alison Sheppard            | 21"40 24"44   | 200 m | Květoslav Svoboda Yang Yu       | 1'45"61 1'58"07 | 800 m  | Zheng Jing                | 8'29"84         |
| 100 m        | José Meolans Alison Sheppard           | 48"37 54"07   | 400 m | Květoslav Svoboda Yang Yu       | 3'46"22 4'06"19 | 1500 m | Zhang Lin                 | 15'00"24        |
| Dorso        |                                        |               |       |                                 |                 |        |                           |                 |
| 50 m         | Ouyang Kunpeng Li Hui                  | 24"38 28"01   | 100 m | Ouyang Kunpeng Zhang Shu        | 52"16 1'00"19   | 200 m  | Steve Parry Zhang Shong   | 1'56"22 2'08"46 |
| Rana         |                                        |               |       |                                 |                 |        |                           |                 |
| 50 m         | Oleh Lisohor Luo Xuejuan               | 27"39 31"03   | 100 m | Oleh Lisohor Qi Hui             | 59"75 1'06"14   | 200 m  | Maxim Podoprigora Qi Hui  | 2'11"59 2'18"86 |
| Farfalla     |                                        |               |       |                                 |                 |        |                           |                 |
| 50 m         | Raphael de Thuin Anna-Karin Kammerling | 23"93 26"07   | 100 m | James Hickman Martina Moravcová | 52"50 57"39     | 200 m  | James Hickman Yang Yu     | 1'53"72 2'08"35 |
| Misti        |                                        |               |       |                                 |                 |        |                           |                 |
| 100 m        | Oleh Lisohor Martina Moravcová         | 54"74 1'01"10 | 200 m | James Hickman Qi Hui            | 1'58"89 2'08"77 | 400 m  | Li Zhiqiang Jana Kločkova | 4'13"26 4'33"91 |

### Melbourne
Fonte
| Gara         | Atleti                                  | Perf.         | Gara  | Atleti                          | Perf.           | Gara   | Atleti                          | Perf.           |
| ------------ | --------------------------------------- | ------------- | ----- | ------------------------------- | --------------- | ------ | ------------------------------- | --------------- |
| Stile libero |                                         |               |       |                                 |                 |        |                                 |                 |
| 50 m         | P. van den Hoogenband Therese Alshammar | 21"72 24"58   | 200 m | Grant Hackett Elka Graham       | 1'42"48 1'55"12 | 800 m  | Keri-Anne Payne                 | 8'23"58         |
| 100 m        | P. van den Hoogenband Elka Graham       | 47"20 54"42   | 400 m | Grant Hackett Elka Graham       | 3'36"17 4'01"17 | 1500 m | Stephen Penfold                 | 14'47"49        |
| Dorso        |                                         |               |       |                                 |                 |        |                                 |                 |
| 50 m         | Thomas Rupprath Giaan Rooney            | 23"49 28"04   | 100 m | Matt Welsh Charlène Wittstock   | 51"56 1'00"32   | 200 m  | Steve Parry Stephanie Proud     | 1'54"31 2'08"00 |
| Rana         |                                         |               |       |                                 |                 |        |                                 |                 |
| 50 m         | Roman Sludnov Emma Igelström            | 27"48 30"58   | 100 m | David Denniston Emma Igelström  | 59"20 1'05"55   | 200 m  | David Denniston Emma Igelström  | 2'07"53 2'19"85 |
| Farfalla     |                                         |               |       |                                 |                 |        |                                 |                 |
| 50 m         | Thomas Rupprath Therese Alshammar       | 23"21 26"38   | 100 m | Thomas Rupprath Rachel Komisarz | 50"82 58"67     | 200 m  | Steve Parry Felicity Galvez     | 1'53"71 2'08"62 |
| Misti        |                                         |               |       |                                 |                 |        |                                 |                 |
| 100 m        | Robert van der Zant Brooke Hanson       | 55"45 1'01"85 | 200 m | Thomas Rupprath Zhang Tianyi    | 1'56"41 2'10"78 | 400 m  | Batiste Levaillant Zhang Tianyi | 4'12"53 4'35"69 |

### Parigi
| Gara         | Atleti                               | Perf.         | Gara  | Atleti                           | Perf.           | Gara   | Atleti                         | Perf.           |
| ------------ | ------------------------------------ | ------------- | ----- | -------------------------------- | --------------- | ------ | ------------------------------ | --------------- |
| Stile libero |                                      |               |       |                                  |                 |        |                                |                 |
| 50 m         | Mark Foster Alison Sheppard          | 21"47 24"23   | 200 m | Ian Thorpe Xu Yanwei             | 1'41"86 1'55"94 | 800 m  | Chantal Strasser               | 8'29"78         |
| 100 m        | P. van den Hoogenband Alena Popčanka | 47"41 53"99   | 400 m | Dragoș Coman Camelia Potec       | 3'43"73 4'06"87 | 1500 m | Dragoș Coman                   | 15'00"46        |
| Dorso        |                                      |               |       |                                  |                 |        |                                |                 |
| 50 m         | Michael Gilliam Cheng Jiaru          | 24"37 27"89   | 100 m | Ouyang Kunpeng Sarah Price       | 51"93 59"39     | 200 m  | Klaas-Erik Zwering Sarah Price | 1'54"96 2'05"32 |
| Rana         |                                      |               |       |                                  |                 |        |                                |                 |
| 50 m         | Oleh Lisohor Zoë Baker               | 26"52 30"66   | 100 m | Oleh Lisohor Mirna Jukić         | 58"57 1'07"05   | 200 m  | Kōsuke Kitajima Mirna Jukić    | 2'07"48 2'21"58 |
| Farfalla     |                                      |               |       |                                  |                 |        |                                |                 |
| 50 m         | Mark Foster Therese Alshammar        | 23"52 26"12   | 100 m | Igor Marchenko Martina Moravcová | 51"56 57"37     | 200 m  | James Hickman Xu Yanwei        | 1'53"03 2'07"30 |
| Misti        |                                      |               |       |                                  |                 |        |                                |                 |
| 100 m        | Oleh Lisohor Martina Moravcová       | 53"68 1'00"81 | 200 m | James Hickman Jana Kločkova      | 1'57"32 2'08"79 | 400 m  | Dean Kent Jana Kločkova        | 4'11"14 4'32"42 |

### Stoccolma
Fonte
| Gara         | Atleti                            | Perf.         | Gara  | Atleti                           | Perf.           | Gara   | Atleti                           | Perf.           |
| ------------ | --------------------------------- | ------------- | ----- | -------------------------------- | --------------- | ------ | -------------------------------- | --------------- |
| Stile libero |                                   |               |       |                                  |                 |        |                                  |                 |
| 50 m         | Mark Foster Therese Alshammar     | 21"39 24"37   | 200 m | Brian Johns Josefin Lillhage     | 1'46"56 1'56"18 | 800 m  | Tang Jingzhi                     | 8'29"02         |
| 100 m        | Jason Lezak Therese Alshammar     | 47"41 54"00   | 400 m | Ian Thorpe Lindsay Benko         | 3'34"63 4'03"13 | 1500 m | Dragoș Coman                     | 14'53"98        |
| Dorso        |                                   |               |       |                                  |                 |        |                                  |                 |
| 50 m         | Toni Helbig Mai Nakamura          | 24"37 27"76   | 100 m | Evgeny Aleshin Sarah Price       | 52"97 59"02     | 200 m  | Evgeny Aleshin Sarah Price       | 1'53"60 2'04"67 |
| Rana         |                                   |               |       |                                  |                 |        |                                  |                 |
| 50 m         | Oleh Lisohor Emma Igelström       | 26"68 30'51   | 100 m | Roman Sludnov Emma Igelström     | 57"97 1'06"20   | 200 m  | Maxim Podoprigora Emma Igelström | 2'07"46 2'23"91 |
| Farfalla     |                                   |               |       |                                  |                 |        |                                  |                 |
| 50 m         | Mark Foster Anna-Karin Kammerling | 23"14 25"42   | 100 m | Igor Marchenko Martina Moravcová | 51"17 57"04     | 200 m  | James Hickman Yang Yu            | 1'53"66 2'06"85 |
| Misti        |                                   |               |       |                                  |                 |        |                                  |                 |
| 100 m        | Oleh Lisohor Martina Moravcová    | 53"45 1'00"55 | 200 m | Ian Thorpe Jana Kločkova         | 1'56"00 2'09"11 | 400 m  | Dean Kent Jana Kločkova          | 4'09"00 4'36"33 |

### Berlino
Fonte
| Gara         | Atleti                               | Perf.         | Gara  | Atleti                           | Perf.           | Gara   | Atleti                      | Perf.           |
| ------------ | ------------------------------------ | ------------- | ----- | -------------------------------- | --------------- | ------ | --------------------------- | --------------- |
| Stile libero |                                      |               |       |                                  |                 |        |                             |                 |
| 50 m         | Mark Foster Alison Sheppard          | 21"28 24"06   | 200 m | Ian Thorpe Yang Yu               | 1'41"69 1'54"90 | 800 m  | Hannah Stockbauer           | 8'19"18         |
| 100 m        | José Meolans Aljaksandra Herasimenja | 47"32 53"94   | 400 m | Jurij Prilukov Lindsay Benko     | 3'41"87 3'59"53 | 1500 m | Jurij Prilukov              | 14'38"72        |
| Dorso        |                                      |               |       |                                  |                 |        |                             |                 |
| 50 m         | Thomas Rupprath Mai Nakamura         | 23"53 27"45   | 100 m | Thomas Rupprath Sarah Price      | 50"76 59"08     | 200 m  | Evgeny Aleshin Sarah Price  | 1'52"80 2'04"50 |
| Rana         |                                      |               |       |                                  |                 |        |                             |                 |
| 50 m         | Oleh Lisohor Zoë Baker               | 26"59 30"73   | 100 m | Roman Sludnov Mirna Jukić        | 57"96 1'06"69   | 200 m  | Kōsuke Kitajima Mirna Jukić | 2'06"32 2'20"28 |
| Farfalla     |                                      |               |       |                                  |                 |        |                             |                 |
| 50 m         | Mark Foster Anna-Karin Kammerling    | 23"09 25"51   | 100 m | Igor Marchenko Martina Moravcová | 51"38 57"32     | 200 m  | James Hickman Yang Yu       | 1'53"33 2'04"90 |
| Misti        |                                      |               |       |                                  |                 |        |                             |                 |
| 100 m        | Thomas Rupprath Gabrielle Rose       | 52"58 1'00"66 | 200 m | James Hickman Jana Kločkova      | 1'56"73 2'08"44 | 400 m  | Dean Kent Jana Kločkova     | 4'06"66 4'34"80 |